# Schöneiche-Rüdersdorfer Straßenbahn
Schöneiche-Rüdersdorfer Straßenbahn (SRS) er en sporvejslinje lidt uden for Berlin.
Linjen med linjenummer 88 kører fra S-banestationen Friedrichshagen til Alt Rüdersdorf, hvilket er en strækning på 14.1 km.
Sporvognslinjen åbnede den 30. maj 1914. Den kører på meterspor i modsætning til Berliner Verkehrsbetriebes tilstødende sporvejsnet, der er normalsporet.

## Ekstern henvisning
- Wikimedia Commons har flere filer relateret til Schöneiche-Rüdersdorfer Straßenbahn
- Schöneicher-Rüdersdorfer Straßenbahn – officiel website
- Tram 88 e.V. Förderverein der Schöneicher-Rüdersdorfer Straßenbahn

52°27′59″N 13°48′20″Ø / 52.46641°N 13.805481°Ø